# Let’s Talk About Love
Let’s Talk About Love (englisch für Lass uns über Liebe sprechen) ist ein Studioalbum der kanadischen Pop-Sängerin Céline Dion aus dem Jahr 1997. Es war das fünfte englischsprachige Studioalbum der Sängerin und das fünfzehnte insgesamt. Mit über 31 Millionen verkauften Exemplaren ist es eines der weltweit meistverkauften Musikalben. Um für das Album zu werben, ging Dion 1998/1999 auf ihre Let’s Talk About Love World Tour.

## Hintergrund
Die erfolgreichste Single des Albums und Dions insgesamt ist My Heart Will Go On, geschrieben und produziert von James Horner. Das Lied diente als Filmsong zu Titanic von James Cameron. Der Titel gewann unter anderem den Oscar als bester Filmsong.
Auf dem Album sind auch Duette mit Barbra Streisand (Tell Him), den Bee Gees (Immortality) und Luciano Pavarotti (I Hate You Then I Love You) enthalten.

## Titelliste
1. The Reason (Carole King, Mark Hudson, Greg Wells) – 5:01
2. Immortality (Barry Gibb, Robin Gibb, Maurice Gibb) – 4:11 (feat. Bee Gees)
3. Treat Her Like a Lady (Diana King, Andy Marvel, Billy Mann, Céline Dion) – 4:05 (feat. Diana King)
4. Why oh Why (Marti Sharron, Danny Sembello) – 4:50
5. Love Is On the Way (Peter Zizzo, Denise Rich, Tina Shafer) – 4:25
6. Tell Him (Linda Thompson, Walter Afanasieff, David Foster) – 4:51 (feat. Barbra Streisand)
7. When I Need You (Albert Hammond, Carole Bayer Sager) – 4:12
8. Miles to Go (Before I Sleep) (Corey Hart) – 4:40
9. Us (Billy Pace) – 5:47
10. Just a Little Bit of Love (Maria Christensen, Arnie Roman, Arthur Jacobson) – 4:06
11. My Heart Will Go On (James Horner, Will Jennings) – 4:40
12. Where Is the Love (Corey Hart) – 4:55
13. I Hate You Then I Love You (Tony Renis, Manuel de Falla, Alberto Testa, Fabio Testa, Norman Newell) – 4:42 (feat. Luciano Pavarotti)
14. Let’s Talk About Love (Bryan Adams, Jean-Jacques Goldman, Eliot Kennedy) – 5:12

Bonustitel (Asien, Australien und Europa)
1. Amar Haciendo el Amor (Mann, Rich, Benito) – 4:12
2. Be the Man (Foster, Miles) – 4:39

Bonustitel (Kanada)
1. Amar Haciendo el Amor (Mann, Rich, Manny Benito) – 4:12

Bonustitel (USA)
1. To Love You More (Foster, Junior Miles) – 5:28

## Kommerzieller Erfolg

### Chartplatzierungen
| ChartsChartplatzierungen       | Höchstplatzierung | Wochen |
| ------------------------------ | ----------------- | ------ |
| Deutschland (GfK)              | 1 (72 Wo.)        | 72     |
| Frankreich (SNEP)              | 1 (55 Wo.)        | 55     |
| Kanada (MC)                    | 1 (26 Wo.)        | 26     |
| Österreich (Ö3)                | 1 (45 Wo.)        | 45     |
| Schweiz (IFPI)                 | 1 (62 Wo.)        | 62     |
| Vereinigte Staaten (Billboard) | 1 (84 Wo.)        | 84     |
| Vereinigtes Königreich (OCC)   | 1 (83 Wo.)        | 83     |

| ChartsJahrescharts (1997)    | Platzierung |
| ---------------------------- | ----------- |
| Deutschland (GfK)            | 87          |
| Frankreich (SNEP)            | 8           |
| Schweiz (IFPI)               | 83          |
| Vereinigtes Königreich (OCC) | 7           |

| ChartsJahrescharts (1998)      | Platzierung |
| ------------------------------ | ----------- |
| Deutschland (GfK)              | 2           |
| Frankreich (SNEP)              | 9           |
| Österreich (Ö3)                | 4           |
| Schweiz (IFPI)                 | 1           |
| Vereinigte Staaten (Billboard) | 2           |
| Vereinigtes Königreich (OCC)   | 8           |

| ChartsJahrescharts (1999)      | Platzierung |
| ------------------------------ | ----------- |
| Vereinigte Staaten (Billboard) | 101         |

### Auszeichnungen für Musikverkäufe
| Land/Region                  | Auszeichnungen für Musikverkäufe (Land/Region, Auszeichnung, Verkäufe) | Verkäufe    |
| ---------------------------- | ---------------------------------------------------------------------- | ----------- |
| Argentinien (CAPIF)          | 2× Platin                                                              | 120.000     |
| Australien (ARIA)            | 7× Platin                                                              | 490.000     |
| Belgien (BRMA)               | 4× Platin                                                              | (200.000)   |
| Dänemark (IFPI)              | 11× Platin                                                             | (220.000)   |
| Deutschland (BVMI)           | 3× Platin                                                              | (1.500.000) |
| Europa (IFPI)                | 10× Platin                                                             | 10.000.000  |
| Finnland (IFPI)              | 2× Platin                                                              | (97.744)    |
| Frankreich (SNEP)            | Diamant                                                                | (1.000.000) |
| Hongkong (IFPI/HKRIA)        | 2× Platin                                                              | 40.000      |
| Japan (RIAJ)                 | Diamant                                                                | 1.000.000   |
| Kanada (MC)                  | Diamant                                                                | 1.489.000   |
| Mexiko (AMPROFON)            | 2× Platin                                                              | 300.000     |
| Neuseeland (RMNZ)            | 9× Platin                                                              | 135.000     |
| Niederlande (NVPI)           | 5× Platin                                                              | (500.000)   |
| Norwegen (IFPI)              | 4× Platin                                                              | (200.000)   |
| Österreich (IFPI)            | 2× Platin                                                              | (100.000)   |
| Polen (ZPAV)                 | 2× Platin                                                              | (100.000)   |
| Schweden (IFPI)              | 3× Platin                                                              | (240.000)   |
| Schweiz (IFPI)               | 6× Platin                                                              | (300.000)   |
| Spanien (Promusicae)         | 5× Platin                                                              | (500.000)   |
| Uruguay (CUD)                | Gold                                                                   | 3.000       |
| Vereinigte Staaten (RIAA)    | 11× Platin                                                             | 11.000.000  |
| Vereinigtes Königreich (BPI) | 6× Platin                                                              | (2.000.000) |
| Insgesamt                    | 1× Gold · 86× Platin · 4× Diamant ·                                    | 24.577.000  |

Hauptartikel: Céline Dion/Auszeichnungen für Musikverkäufe